# Yakhchal

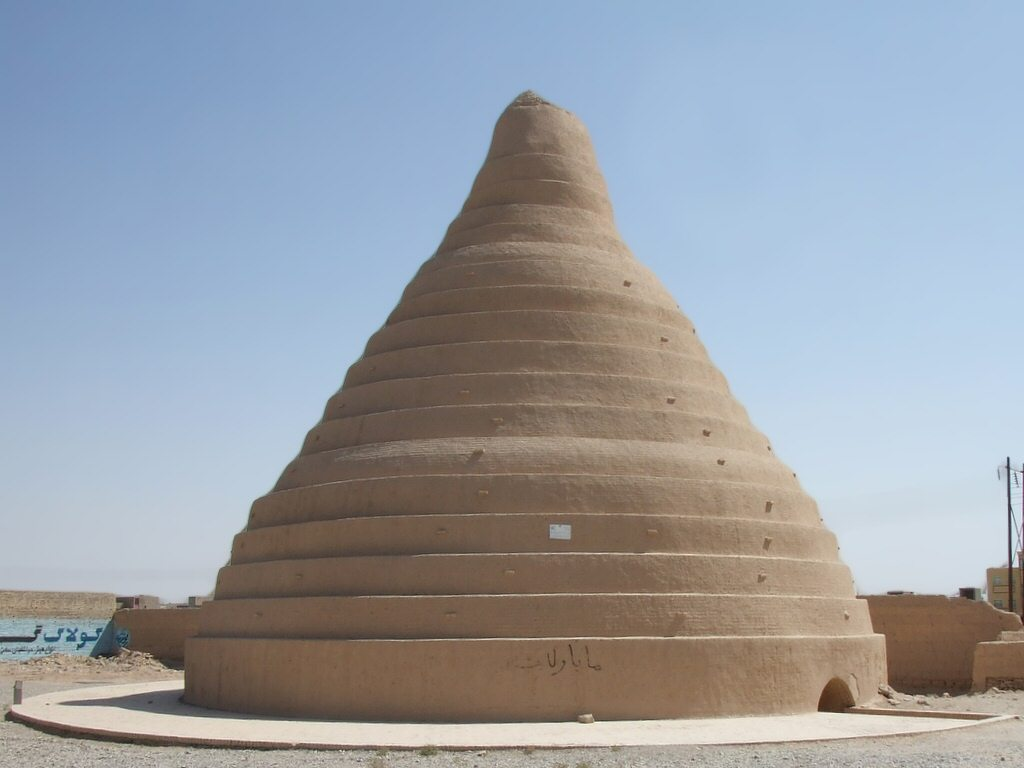
Yakhchal nella regione di Yazd

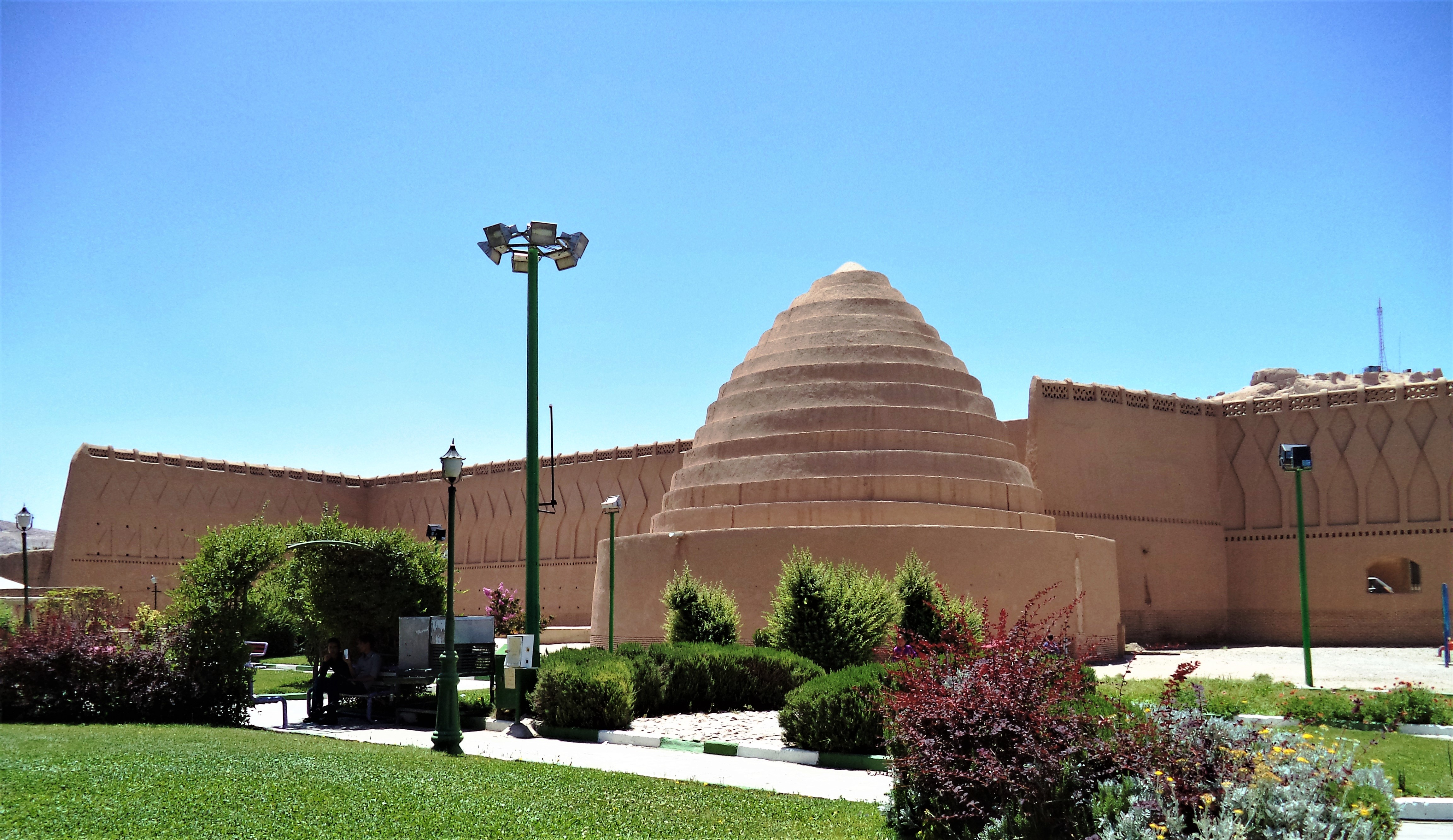
Yakhchal a Kerman

Uno yakh-chāl, letteralmente "fossa del ghiaccio" (in persiano یخچال‎), è un'antica ghiacciaia persiana.

## Caratteristiche
Nella parte che emerge da terra, la struttura ha una forma a cupola, ma possiede anche una parte sotterranea usata per conservare il ghiaccio e talvolta cibo. Il vano sotterraneo associato alla spessa parete termoresistente isola la cella frigorifera durante tutto l'anno. Queste strutture sono state costruite e utilizzate soprattutto in Iran. Molte sono ancora in piedi, benché siano state costruite da centinaia di anni.
Nell'Iran del IV secolo a.C., gli ingegneri persiani padroneggiavano già la tecnica di conservazione del ghiaccio nella torrida estate delle zone desertiche. Il ghiaccio proveniva dalle vicine montagne dalle quali veniva trasportato in blocchi in inverno e immagazzinato in un luogo apposito, raffreddato passivamente, chiamato yakhchal. Consisteva in un ampio vano sotterraneo (fino a 5000 m³) dotato di pareti spesse (più di 2 metri alla base) costruite in uno speciale cemento chiamato sārūj, un impasto di sabbia, argilla, albume d'uovo, lime, pelo di montone e cenere in date proporzioni, dotato di alta resistività termica. Questa miscela era ritenuta totalmente impermeabile. Il vano aveva spesso accesso ad un qanāt e spesso era dotato di un sistema di torri del vento che potevano portare le temperature a bassi valori in estate. Il ghiaccio era usato per rinfrescare i cibi durante le torride giornate estive e per preparare sorbetti e faludeh o pālūdeh (in persiano پالوده‎), un tradizionale dolce persiano ghiacciato.
Lo yakhchal di Kermān si trova a circa 1,5 km dal centro della città. Questo edificio di forma conica è alto circa 18 metri. L'efficace isolamento e lo scorrimento di acqua di raffreddamento lungo la spirale mantengono il ghiaccio immagazzinato d'inverno per tutta l'estate. Queste ghiacciaie usate nella città ai bordi del deserto fin dall'antichità hanno un foro di scolo per raccogliere il ghiaccio sciolto e permettere il ricongelamento durante le freddi notti del deserto. Il ghiaccio viene spezzato e trasportato in profonde cavità sotterranee. Via via che il ghiaccio sciolto si raccoglie nel foro di scolo, si ripete il processo.